# К'ак'-Тілів-Чан-Йо'паат
К'ак'-Тілів-Чан-Йо'паат (між 685 та 695 — 31 липня 785) — ахав Цу'со у 725—785 роках. Ім'я перекладається як «Йо'паат, що Спалює Вогнем Небо».

## Життєпис
Про життя до воцаріння не збереглося жодних відомостей. народився між 685 та 695 роками. Імена батьків також не встановлені. Церемонія інтронізації К'ак'-Тілів-Чан-Йо'паата відбулася в день 9.14.13.4.17, 12 Кабан 5 К'аяб (2 січня 725 року). В той же день підтвердив свою залежність від Шукуупа. В день 9.15.0.0.0, 4 Ахав 13 Яш (22 серпня 731 року) відзначив закінчення к'атуна.
Із самого початку володарювання обрав курс на здобуття політичної самостійності. Це призвело до конфліктів з ахавами Шукуупа. На початку 730-х році уклав союз з Йукноом-Ток'-К'авіілєм, ахавом Канульського царства. В день 9.15.6.14.0, 13 Ахав 18 Соц' (27 квітня 738 року) К'ак'-Тілів-Чан-Йо'паат завдав нищівної поразки шукуупцям на чолі з Вашаклахуун-Уб'аах-К'авіілєм, якого було захоплено у полон. В день 9.15.6.14.6, 6 Кімі 4 Сек (3 травня 738 року) Вашаклахуун-Уб'аах-К'авііля було принесено в жертву через відрубання голови.
Після цього К'ак'-Тілів-Чан-Йо'паат сам намагався зайняти шукуупський трон, але не зміг досягти поставленої мети. Разом з тим змусив ахавів Шукуупа визнати свою зверхність. Слідом за цим поставив під контроль більшість колишніх васалів Шукуупського царства, зокрема Шкуй. В подальшому усі зусилля були зосереджені на внутрішній політиці та будівництві.
З цього моменту відбувається економічний, культурний і політичний підйом царства Цу'со. Встановлення повного контролю К'ак'-Тілів-Чан-Йо'паатом над багатим торговим шляхом Мотагуа дало матеріальну базу для повного оновлення міста та створення численних монументів. Чисельність населення не тільки в столиці, але і в інших городищах по всій долині, різко зросла.
Помер в день 9.17.14.13.2, 11 Ік' 5 Яш (31 липня 785 року). У 9.17.14.13.12, 8 Еб 15 Яш (10 серпня 785 року), через десять днів після смерті його було поховано в споруді Хушлахуун-Чахук-Наах, яка поки що не може бути ідентифікована.

## Будівництво
Повністю перебудував ранній Акрополь Кіріґуа. Новим ритуальним центром його столиці стала Велика Площа, яка мала 325 м завдовжки і була найбільшою у всій області мая. Вона ототожнювалася з «Темним Отвором» і «Чорним Озером» — входами в підземний світ мая. Новий західний фасад Акрополя, з якого відкривався вид на річку, було прикрашено бюстами бога Сонця — К'ініч-Ахава, виконаними в техніці кам'яної мозаїки, вперше використаної в Копані. Ранній майданчик для гри в м'яч було зруйновано, а новий розташовувалася на північ від Акрополя.

## Стели
У день 9.15.3.2.0, 6 Ахав 18 Сак (15 вересня 734 року) була висвячена перша з відомих натепер скульптур К'ак'-Тілів-Чан-Йо'паата — невеликий вівтар М, на якому він іменує себе не тільки володарем Цу', «чорним правителем Шукуупа» або «владикою Чорного Шукуупа» і навіть «південним калоомте».
З 738 року К'ак'-Тілів-Чан-Йо'паат встановлював стели біля великої площі Кіріґуа. Перша з них, стела S, була встановлена на честь закінчення п'ятнадцятиріччя 9.15.15.0.0, 9 Ахав 18 Шуль (4 червня 746 року). На лицьовій стороні стели зображений правитель, а решта частини покриті текстом, пошкодженим ерозією.
Надалі монументи встановлювалися через кожні п'ять років. Закінчення к'атуна 9.16.0.0.0, 2 Ахав 13 Сек (9 травня 751 року) було відзначено висвяченням стели Н. На відміну від Стели S, портрет правителя виконаний на ній в стилі «обвивання», що зближує стелу Н з ранніми пам'ятниками Кіріґуа, особливо з Монументом 26. В день 9.16.5.0.0, 8 Ахав 8 Соц' (12 квітня 756 року) була встановлена стела J, що відрізняється своєю витонченим написом, де окрім докладного опису самої «ювілейної» церемонії міститься перша згадка про ключові події недавньої історії Цу'со.
З нагоди закінчення десятирічного, п'ятнадцятирічного і двадцятирічного календарних періодів з 761 по 771 роки були встановлені стели F, D, і E відповідно. Вони є шедеврами скульптурного мистецтва Кіріґуа і найвищими відомими стелами у всій області мая. З двох сторін вони прикрашені портретами ахава, ще з двох боків містяться красиві ієрогліфічні тексти, в яких описуються різні «ювілейні» церемонії і міфологічні події, що відбувалися в далекому минулому.
У день 9.17.5.0.0, 6 Ахав 13 К'аяб (29 грудня 775 року) К'ак'-Тілів-Чан-Йо'паат висвятив стели А і С. На східній стороні стели С міститься найдокладніше з відомих описів початку поточного маянської епохи творіння.
У день 9.17.10.0.0, 12 Ахав 8 Паш (2 грудня 780 року) К'ак'-Тілів-Чан-Йо'паат виясвтив монумент — зооморф В — багатотонний камінь 4 м завдовжки, висічений у формі космічного каймана з початкового океану, з пащі якого вивергається фігура бородатого володаря.